# Гладке (Василівський район)
Гладке́ —  село в Україні, у Василівській міській громаді Василівського району Запорізької області. Населення становить 97 осіб. До 2020 орган місцевого самоврядування - Підгірненська сільська рада.

## Географія
Село Гладке знаходиться на відстані за 3 км від села Широке.

## Історія
- 1830 - дата заснування.
- 12 червня 2020 року, відповідно до Розпорядження Кабінету Міністрів України від № 713-р «Про визначення адміністративних центрів та затвердження територій територіальних громад Запорізької області», увійшло до складу Василівської міської громади[1].
- 19 липня 2020 року, в результаті адміністративно-територіальної реформи та ліквідації колишнього Василівського району (1923—2020), село увійшло до складу новоутвореного Василівського району[2].